# Göticism

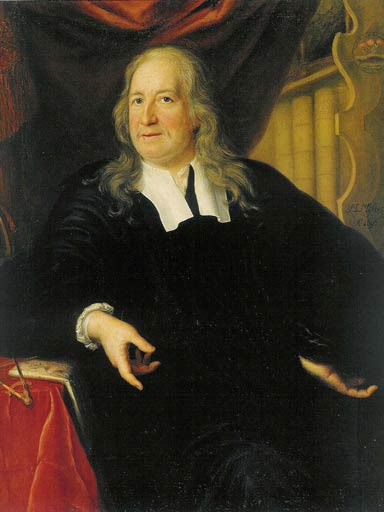
Olof Rudbeck den äldre, tidig förespråkare för göticismen.

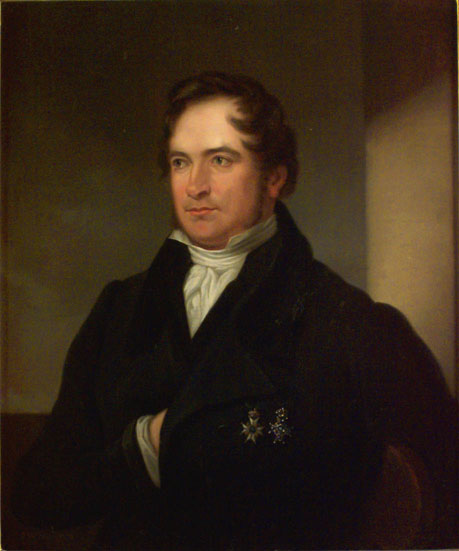
Erik Gustaf Geijer var en av medlemmarna i Götiska förbundet och var med om att sprida den populära bilden av vikingen som en hjälte att ta efter.

Göticism var en huvudsakligen svensk kulturell, patriotisk rörelse som anknöt till Nordens forntid, vilken uppfattades som en lycklig hjältetid.
Rörelsens svenska medlemmar tog sin utgångspunkt i tanken att de forna goterna som "göter" haft sitt urhem i Sverige. Fäderna till rörelsen är Nils Ragvaldsson, Ericus Olai, bröderna Johannes Magnus och Olaus Magnus, Johannes Bureus och Olof Rudbeck den äldre. Uppfattningen att Sverige var sagoön Atlantis, civilisationens urhem, benämns rudbeckianism.

## Medeltida ursprung
Rörelsen hade sina rötter i medeltiden, där Nils Ragvaldsson vid kyrkomötet i Basel, i sin strävan att hävda Sveriges rang, tog upp svenskarnas gotiska ursprung, baserat på Jordanes gotiska historia och på likheten mellan orden goter, götar och gutar. Samma tråd togs sedan upp av Ericus Olai i hans krönika Chronica regni Gothorum.

## Stormaktstidens göticism

### Tendentiös tolkning av källor
Det förmodade gotiska arvet användes i propaganda under stormaktstidens Sverige, där det fanns en vilja att egga folket till krig genom att ge dem något att kämpa för i form av en storslagen historia. Göticisterna fokuserade ofta på runor och runspråk, och dessas inneboende historiska arv. Olof Rudbecks försök att framhäva Sverige som civilisationens vagga byggde på tidig runforskning av bland andra Johannes Bureus och dansken Ole Worm, och på den första utgåvan i latinsk översättning av den Prosaiska Eddan, publicerad av Peter Resen. Språkforskning var i allra högsta grad populär, då språket ansågs kunna berätta om svenskarnas ursprung. Här var ideologins höjdpunkt; det var möjligt att spekulera mer eller mindre fritt i brist på bättre information och därmed uppstod mycket storslagna idéer om folkets förflutna – till exempel hävdade Rudbeck att det klassiska Thebe i själva verket var Täby, och att Herkules skulle vara en förvrängning av "Här-Kolle", Troja var i själva verket Trögd utanför Enköping, osv. Dessutom var detta en tid där religiös fanatism och begynnande naturvetenskap kämpade om inflytande, vilket skapade minst sagt intressanta teorier. Magi, numerologi och esoterism var vanliga inslag.

### Falsarier
Förutom tendentiösa tolkningar och fantastiska spekulationer förekom medvetna förfalskningar. Olof Rudbecks brorson Petter Rudebeck i Småland har troligen själv skapat Blendasägnen om hur folklandet Värends kvinnor med list nedgjorde en inbrytande dansk här. Wogn och Yxnas saga om Blekinges forntid skrevs i slutet av 1600‐talet men påstods vara en översättning från den forntida ”götiskan”. Upphovsmannen till Konung Krembres i Giötaland och konung Augis i Uppsala saga gick så långt att han uppdrog åt en infödd islänning att översätta den svenska nyskrivna texten till isländska, och översättningen utgavs för att vara det fornnordiska originalet.

## 1700‐talets kritik
Under 1700-talets upplysningstid antog historieforskningen en mer nyanserad ton. Historiker som Olof von Dalin och Sven Lagerbring bidrog med mera sansade framställningar av svenskarnas historia. Mycket fokus lades på odalbonden och demokratin, i hopp om att bygga en bra framtid i enlighet med upplysningandan. Göten ersattes av svensken.
Under 1700‐talet fanns fortfarande förespråkare för de göticistiska idéerna, till exempel politikern Gustaf Bonde. Den västgötskt lokalpatriotiske fantasten Pehr Tham, kallad ”den siste rudbeckianen”, överbryggade med sin levnad den mellanliggande perioden, 1700-talets upplysning. Pehr Tham började sin verksamhet påverkad av rudbeckianismen, och anslöt sig på sin ålderdom till 1800‐talets romantiskt göticistiska rörelse.

## 1800‐talets göticism
Efter franska revolutionen 1789 samt förlusten av Finland i början av 1800-talet tog de nationalistiska tankegångarna åter fart. Nu föddes en vilja att ena folket trots förlusterna, samtidigt som en viss trötthet gentemot upplysningens rationalism infann sig. Under romantiken fokuserades det därför mycket på folksjälen, varvid de gamla isländska sagorna blev mycket aktuella (vilket de visserligen varit från första början). Folkets karaktär ansågs finnas förvaltad i det gamla språket och i de gamla myterna. 
1800‐talets göticism var dock väsensskild från 1600‐talets rudbeckianism. Den nya göticismen var mer inriktad på litterärt förhärligande av forntiden och saklig forskning, och ledande företrädare för 1800‐talsgöticismen var kritiska mot det slags okritiska konstruktioner som utmärkte rudbeckianismen.
1811 bildades Götiska förbundet av före detta uppsalastudenter i Stockholm, först på skämt men sedan på allvar. Erik Gustaf Geijer förvandlade det hela till en litterär klubb, och publicerade i klubbens tidskrift Iduna sina dikter Odalbonden och Vikingen, vilket markerade starten på upphöjelsen av den senare till nationalsymbol. Goterna är nu helt borta, ersatta av vikingar i Skandinavien och germaner i Tyskland. Förutom Geijers verk spred även Esaias Tegnérs Frithiofs saga denna bild av vikingen. Många vikingamyter härstammar från denna tid, till exempel hjälmar med horn. Pehr Henrik Ling var även han göticist, men satte inte något bestående avtryck i denna egenskap.
1815 bildades Manhemsförbundet där bl.a. Carl Jonas Love Almqvist hade en framträdande roll. Manhem, av fornisländska "människovärlden", är namnet på Sverige i Snorre Sturlassons Heimskringla. Även Geijer upptog namnet och namngav en dikt efter det.
Göticismen fick även betydelse för bildkonsten, särskilt genom Bengt Erland Fogelberg. Den levde även kvar i skandinavismen och den fick en viss renässans mot slutet av 1800-talet med bland annat Viktor Rydberg och Albert Ulrik Bååth.
Även i Danmark präglades nationalromantiken av göticism, med namn som Nikolaj Frederik Severin Grundtvig och Adam Oehlenschläger.